# Campionati italiani assoluti di atletica leggera indoor 2014
I XLV Campionati italiani assoluti di atletica leggera indoor si sono svolti al Palaindoor di Ancona il 22 e 23 febbraio 2014 e hanno visto l'assegnazione di 26 titoli (13 maschili e 13 femminili). Presero parte alle gare 425 atleti (220 uomini e 205 donne). nelle gare individuali, ai quali vanno sommate le circa quaranta squadre che si cimetarono nella staffetta 4×200 metri.
Alessia Trost, l'atleta delle Fiamme Gialle detentrice dei titoli italiani indoor e outdoor nel salto in alto per il 2013, dovette rinunciare alla sua partecipazione ai campionati a causa di un infortunio.
Nel corso di questi campionati, il 22 febbraio, Eleonora Anna Giorgi, atleta delle Fiamme Azzurre, ha riscritto il record italiano indoor sulla marcia 3000 metri grazie alla prestazione di 11'50"08, che batté il precedente record di 11'53"23 detenuto dal 1992 da Ileana Salvador.
Anche Marco Fassinotti, dell'Aeronautica Militare, ha superato l'asticella del salto in alto posta a 2,34 m, andando a stabilire il nuovo record italiano indoor superiore di un centimetro rispetto al precedente record detenuto da Silvano Chesani.
Nicole Svetlana Reina, invece, pur posizionandosi al quinto posto nei 3000 metri piani, ha stabilito la miglior prestazione italiana indoor per la categoria allieve con il tempo di 9'32"89.

## Risultati

### Uomini
| Specialità                                                                              | Oro                                                                                   | Prestazione | Argento                                                                       | Prestazione | Bronzo                                                                                     | Prestazione |
| Corse                                                                                   |                                                                                       |             |                                                                               |             |                                                                                            |             |
| 60 m                                                                                    | Fabio Cerutti Gruppi Sportivi Fiamme Gialle                                           | 6"68        | Eseosa Desalu Gruppi Sportivi Fiamme Gialle                                   | 6"80        | Massimiliano Ferraro Enterprise Sport & Service                                            | 6"86        |
| 400 m                                                                                   | Matteo Galvan Gruppi Sportivi Fiamme Gialle                                           | 46"97       | Lorenzo Valentini Gruppi Sportivi Fiamme Gialle                               | 47"19       | Michele Tricca Gruppi Sportivi Fiamme Gialle                                               | 47"27       |
| 800 m                                                                                   | Giordano Benedetti Gruppi Sportivi Fiamme Gialle                                      | 1'50"25     | Mohad Abdikadar Sheik Ali Centro Sportivo Aeronautica Militare                | 1'51"85     | Gabriele Bizzotto CUS Parma                                                                | 1'51"86     |
| 1500 m                                                                                  | Abdellah Haidane Pro Patria Milano                                                    | 3'44"26     | Mohad Abdikadar Sheik Ali Centro Sportivo Aeronautica Militare                | 3'44"33     | Marco Najibe Salami Centro Sportivo Esercito                                               | 3'46"63     |
| 3000 m                                                                                  | Abdellah Haidane Pro Patria Milano                                                    | 7'56"80     | Jamel Chatbi Atletica Riccardi                                                | 7'58"53     | Marco Najibe Salami Centro Sportivo Esercito                                               | 8'01"15     |
| 60 m hs                                                                                 | Paolo Dal Molin Gruppo Sportivo Fiamme Oro                                            | 7"60        | Hassane Fofana Gruppo Sportivo Fiamme Oro                                     | 7"88        | Lorenzo Perini Centro Sportivo Aeronautica Militare                                        | 7"89        |
| Marcia 5000 m                                                                           | Matteo Giupponi Centro Sportivo Carabinieri                                           | 19'51"07 >  | Vito Minei Atletica Don Milani                                                | 20'03"85 >  | Leonardo Dei Tos Bracco Atletica                                                           | 20'07"78    |
| Staffetta 4×1 giro                                                                      | Gruppi Sportivi Fiamme Gialle Eseosa Desalu Michele Tricca Diego Marani Matteo Galvan | 1'25"79     | Atletica Riccardi Fabio Squillace Giacomo Tortu Marco Valentini Filippo Tortu | 1'27"14     | Enterprise Sport & Service Gaetano Di Franco Ciro Riccardi Giovanni Milazzo Lorenzo Veroli | 1'28"66     |
| Concorsi                                                                                |                                                                                       |             |                                                                               |             |                                                                                            |             |
| Salto in alto                                                                           | Marco Fassinotti Centro Sportivo Aeronautica Militare                                 | 2,34 m      | Andrea Lemmi Gruppi Sportivi Fiamme Gialle                                    | 2,22 m      | Giulio Ciotti Gruppo Sportivo Fiamme Azzurre                                               | 2,20 m      |
| Salto con l'asta                                                                        | Alessandro Sinno Centro Sportivo Aeronautica Militare                                 | 5,35 m      | Marco Boni Centro Sportivo Aeronautica Militare                               | 5,35 m      | Matteo Rubbiani Centro Sportivo Aeronautica Militare                                       | 5,30 m      |
| Salto in lungo                                                                          | Stefano Tremigliozzi Centro Sportivo Aeronautica Militare                             | 8,06 m      | Alessio Guarini Gruppo Sportivo Fiamme Oro                                    | 7,83 m      | Stefano Braga Atletica Piacenza                                                            | 7,75 m      |
| Salto triplo                                                                            | Fabrizio Schembri Centro Sportivo Carabinieri                                         | 16,78 m     | Fabrizio Donato Gruppi Sportivi Fiamme Gialle                                 | 16,27 m     | Michele Boni Centro Sportivo Aeronautica Militare                                          | 16,12 m     |
| Getto del peso                                                                          | Daniele Secci Gruppi Sportivi Fiamme Gialle                                           | 18,64 m     | Paolo Dal Soglio Centro Sportivo Carabinieri                                  | 18,50 m     | Marco Dodoni Gruppo Sportivo Forestale                                                     | 17,84 m     |
| record dei campionati; record nazionale; record personale; record personale stagionale. |                                                                                       |             |                                                                               |             |                                                                                            |             |

### Donne
| Specialità                                                                              | Oro                                                                                       | Prestazione | Argento                                                                                        | Prestazione | Bronzo                                                                                          | Prestazione |
| Corse                                                                                   |                                                                                           |             |                                                                                                |             |                                                                                                 |             |
| 60 m                                                                                    | Audrey Alloh Gruppo Sportivo Fiamme Azzurre                                               | 7"34        | Gloria Hooper Gruppo Sportivo Forestale                                                        | 7"42        | Marzia Caravelli Centro Sportivo Aeronautica Militare                                           | 7"43        |
| 400 m                                                                                   | Chiara Bazzoni Centro Sportivo Esercito                                                   | 53"44       | Elena Maria Bonfanti Atletica Lecco Colombo Costruzioni                                        | 53"47       | Maria Enrica Spacca Gruppo Sportivo Forestale                                                   | 53"67       |
| 800 m                                                                                   | Marta Milani Centro Sportivo Esercito                                                     | 2'05"39     | Irene Baldessari Centro Sportivo Esercito                                                      | 2'06"60     | Erica Franzolini Atletica Brugnera Friulintagli                                                 | 2'06"67     |
| 1500 m                                                                                  | Margherita Magnani Gruppi Sportivi Fiamme Gialle                                          | 4'11"98     | Eleonora Berlanda Gruppo Sportivo Fiamme Oro                                                   | 4'21"07     | Judit Varga Edera Atletica Forlì                                                                | 4'23"89     |
| 3000 m                                                                                  | Giulia Viola Gruppi Sportivi Fiamme Gialle                                                | 9'12"70     | Sara Galimberti Bracco Atletica                                                                | 9'15"93     | Eleonora Berlanda Gruppo Sportivo Fiamme Oro                                                    | 9'21"34     |
| 60 m hs                                                                                 | Giulia Pennella Centro Sportivo Esercito                                                  | 8"04        | Marzia Caravelli Centro Sportivo Aeronautica Militare                                          | 8"10        | Silvia Zuin Bracco Atletica                                                                     | 8"38        |
| Marcia 3000 m                                                                           | Eleonora Anna Giorgi Gruppo Sportivo Fiamme Azzurre                                       | 11'50"08    | Valentina Trapletti Centro Sportivo Esercito                                                   | 12'55"39    | Sibilla Di Vincenzo Bracco Atletica                                                             | 13'16"73 >  |
| Staffetta 4×1 giro                                                                      | Gruppo Sportivo Forestale Gloria Hooper Giulia Arcioni Anna Bongiorni Maria Enrica Spacca | 1'37"10     | ACSI Italia Atletica Elisabetta De Andreis Serena Monachino Giovanna De Andreis Flavia Nasella | 1'40"12     | Nuova Atletica Fanfulla Lodigiana Ilaria Burattin Alessia Ripamonti Valentina Zappa Giulia Riva | 1'40"13     |
| Concorsi                                                                                |                                                                                           |             |                                                                                                |             |                                                                                                 |             |
| Salto in alto                                                                           | Elena Brambilla Gruppo Sportivo Fiamme Azzurre                                            | 1,84 m      | Maura Mannucci Atletica Studentesca CA.RI.RI.                                                  | 1,82 m      | Erika Furlani CUS Pisa Atletica Cascina                                                         | 1,82 m      |
| Salto con l'asta                                                                        | Giorgia Benecchi Centro Sportivo Esercito                                                 | 4,30 m      | Sonia Malavisi Gruppi Sportivi Fiamme Gialle                                                   | 4,25 m      | Giulia Cargnelli Gruppo Sportivo Forestale                                                      | 4,20 m      |
| Salto in lungo                                                                          | Dariya Derkach Centro Sportivo Aeronautica Militare                                       | 6,28 m      | Anna Visibelli Atletica Firenze Marathon                                                       | 6,15 m      | Ottavia Cestonaro Gruppo Sportivo Forestale                                                     | 6,07 m      |
| Salto triplo                                                                            | Simona La Mantia Gruppi Sportivi Fiamme Gialle                                            | 13,73 m     | Cecilia Pacchetti Atletica Brescia 1950                                                        | 13,46 m     | Dariya Derkach Centro Sportivo Aeronautica Militare                                             | 13,36 m     |
| Getto del peso                                                                          | Chiara Rosa Gruppo Sportivo Fiamme Azzurre                                                | 18,23 m     | Francesca Stevanato Atletica Brescia 1950                                                      | 15,58 m     | Monia Cantarella Atletica Studentesca CA.RI.RI.                                                 | 15,26 m     |
| record dei campionati; record nazionale; record personale; record personale stagionale. |                                                                                           |             |                                                                                                |             |                                                                                                 |             |